# Tunicago triodiae
Tunicago triodiae är en svampart som beskrevs av Alcorn & B. Sutton 1999. Tunicago triodiae ingår i släktet Tunicago, divisionen sporsäcksvampar och riket svampar.   Inga underarter finns listade i Catalogue of Life.